# HMCS Belleville (1944)
HMCS Belleville (с фр. — «ЕВКК Бельвиль») — канадский корвет типа «Флауэр», участвовавший во Второй мировой войне. Спущен на воду в 1944 году, занимался преимущественно охраной конвоев. В 1947 году был продан Доминиканской Республике, под именем «Хуан Баутиста Камбьясо» служил в торговом флоте. Пущен на слом в 1972 году.